# Stari Glog, Vranje
Stari Glog (izvirno srbsko Стари Глог) je naselje v Srbiji, ki upravno spada pod Mesto Vranje; slednja pa je del Pčinjskega upravnega okraja.

## Demografija
V naselju živi 42 polnoletnih prebivalcev, pri čemer je njihova povprečna starost 52,8 let (52,0 pri moških in 53,9 pri ženskah). Naselje ima 18 gospodinjstev, pri čemer je povprečno število članov na gospodinjstvo 2,44.
To naselje je popolnoma srbsko (glede na rezultate popisa iz leta 2002).
|  |

| Demografija | Demografija     | Demografija     |
| Leto        | Št. prebivalcev | Št. prebivalcev |
| ----------- | --------------- | --------------- |
|             |                 |                 |
|             |                 |                 |
|             |                 |                 |
|             |                 |                 |
| 1948        | 229             |                 |
| 1953        | 222             |                 |
| 1961        | 213             |                 |
| 1971        | 264             |                 |
| 1981        | 175             |                 |
| 1991        | 69              | 69              |
| 2002        | 44              | 44              |
|             |                 |                 |

| Etnična sestava po popisu iz leta 2002 | Etnična sestava po popisu iz leta 2002 | Etnična sestava po popisu iz leta 2002 | Etnična sestava po popisu iz leta 2002 | Etnična sestava po popisu iz leta 2002 |
| -------------------------------------- | -------------------------------------- | -------------------------------------- | -------------------------------------- | -------------------------------------- |
| Srbi                                   | Srbi                                   |                                        | 44                                     | 100,0%                                 |
| Neznano                                | Neznano                                |                                        | 0                                      | 0,0%                                   |